# پاین سیتی (مینه‌سوتا)
پاین سیتی، مینه‌سوتا (به انگلیسی: Pine City, Minnesota) یک شهر در ایالات متحده آمریکا است که در شهرستان پین، مینه‌سوتا واقع شده‌است.

## خصوصیات
پاین سیتی ۱۰٫۱۳ کیلومترمربع مساحت و ۳٬۱۲۷ نفر جمعیت دارد و ۲۹۰ متر بالاتر از سطح دریا واقع شده‌است.